# Слобода (Верховажский район)
Слобода — деревня в Верховажском районе Вологодской области.
Входит в состав Липецкого сельского поселения, с точки зрения административно-территориального деления — в Липецкий сельсовет.
Расстояние по автодороге до районного центра Верховажья — 71,2 км, до центра муниципального образования Леушинской — 3,8 км. Ближайшие населённые пункты — Ивонино, Горка, Светильново.
По данным переписи в 2002 году постоянного населения не было.